# Giuseppe Tartini

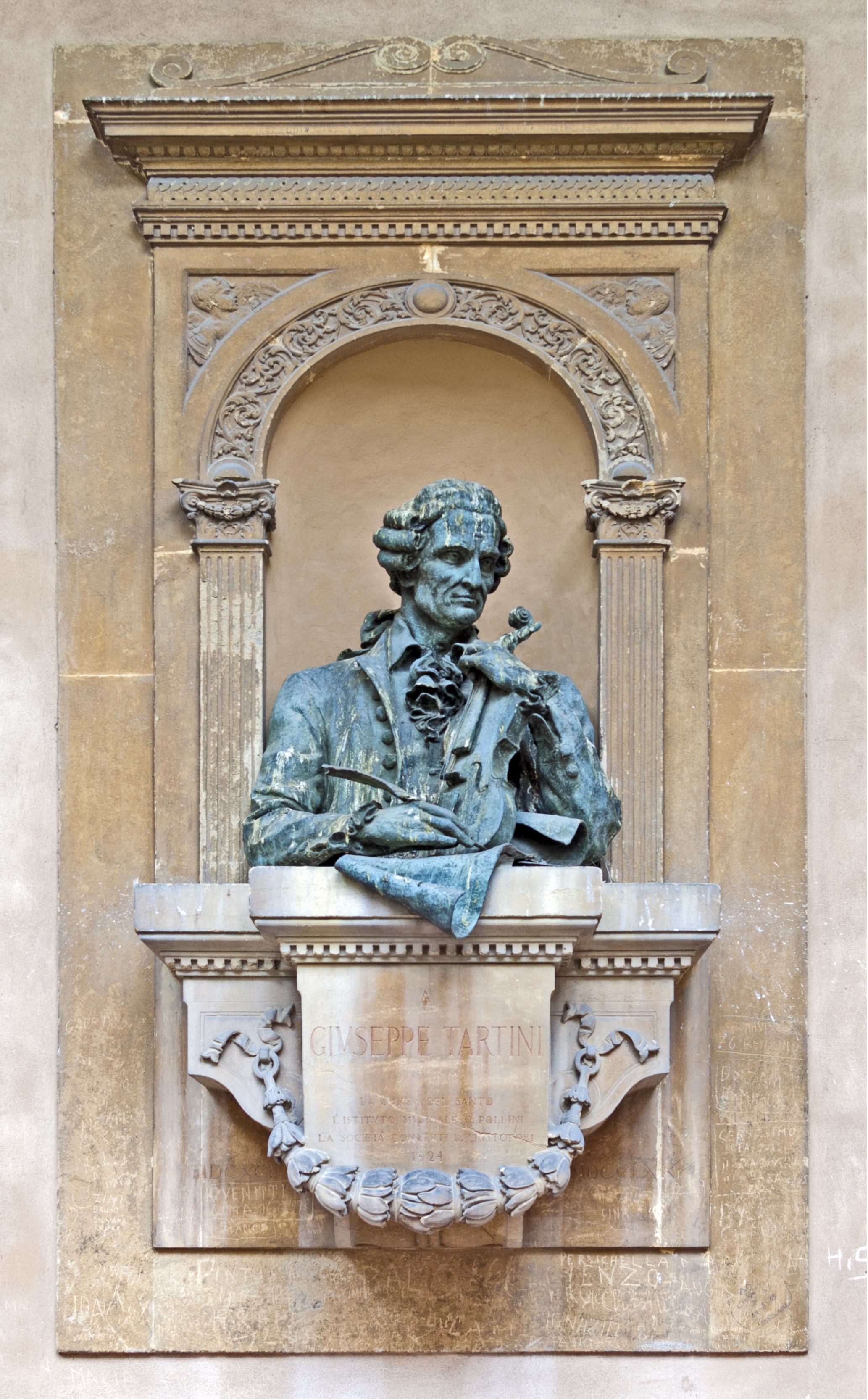
Popiersie Giuseppe Tartiniego w bazylice św. Antoniego w Padwie

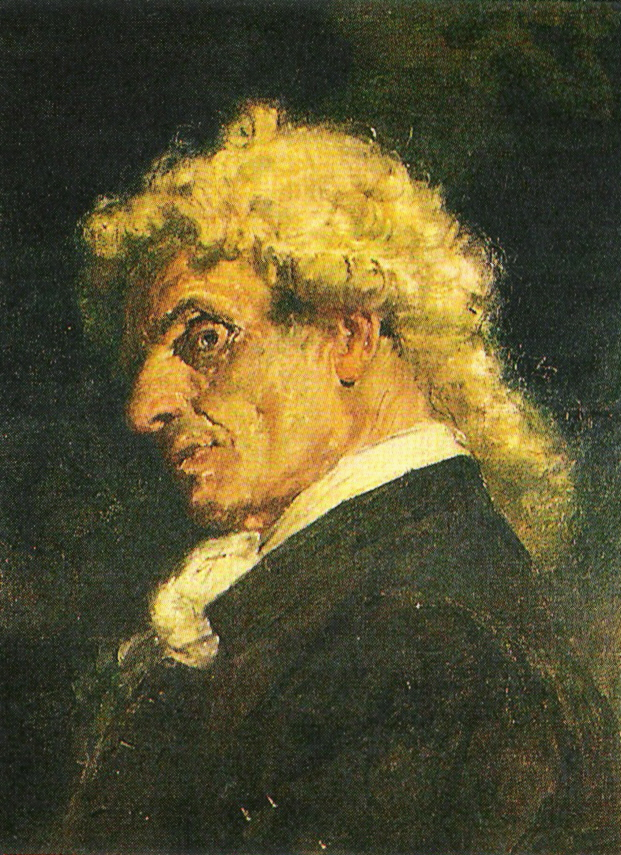
Giuseppe Tartini

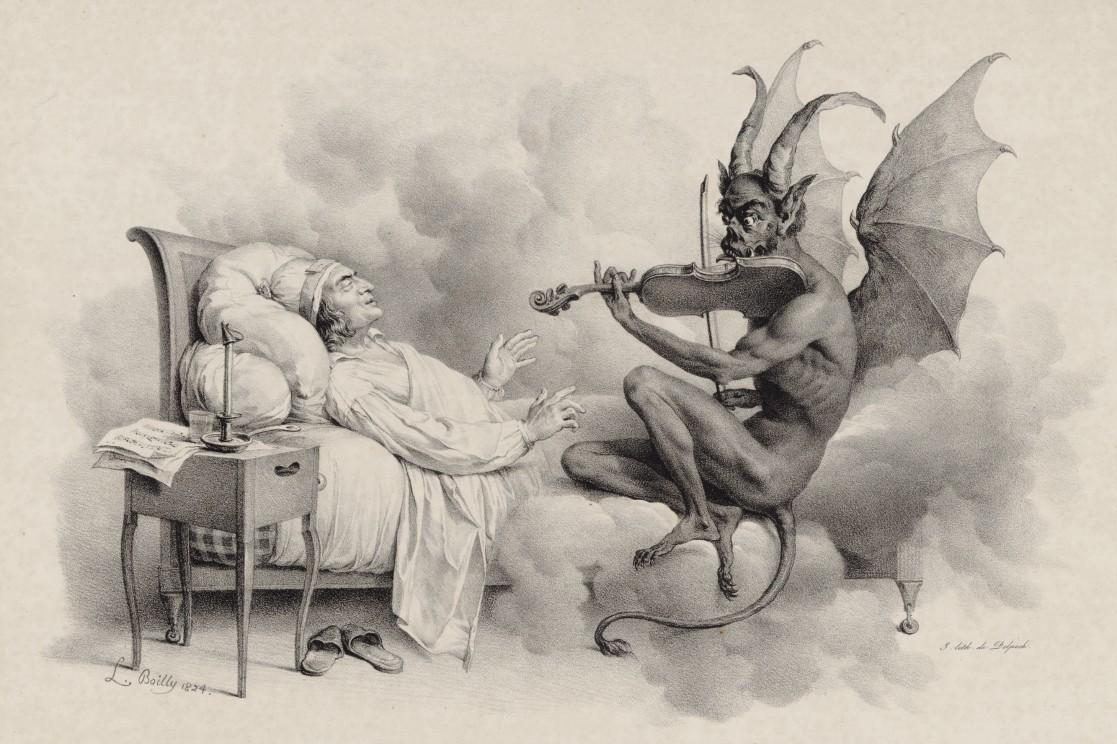
Louis-Léopold Boilly, Sen Tartiniego, 1824, ilustracja legendy o diable grającym sonatę Z diabelskim trylem, który przyśnił się Tartiniemu

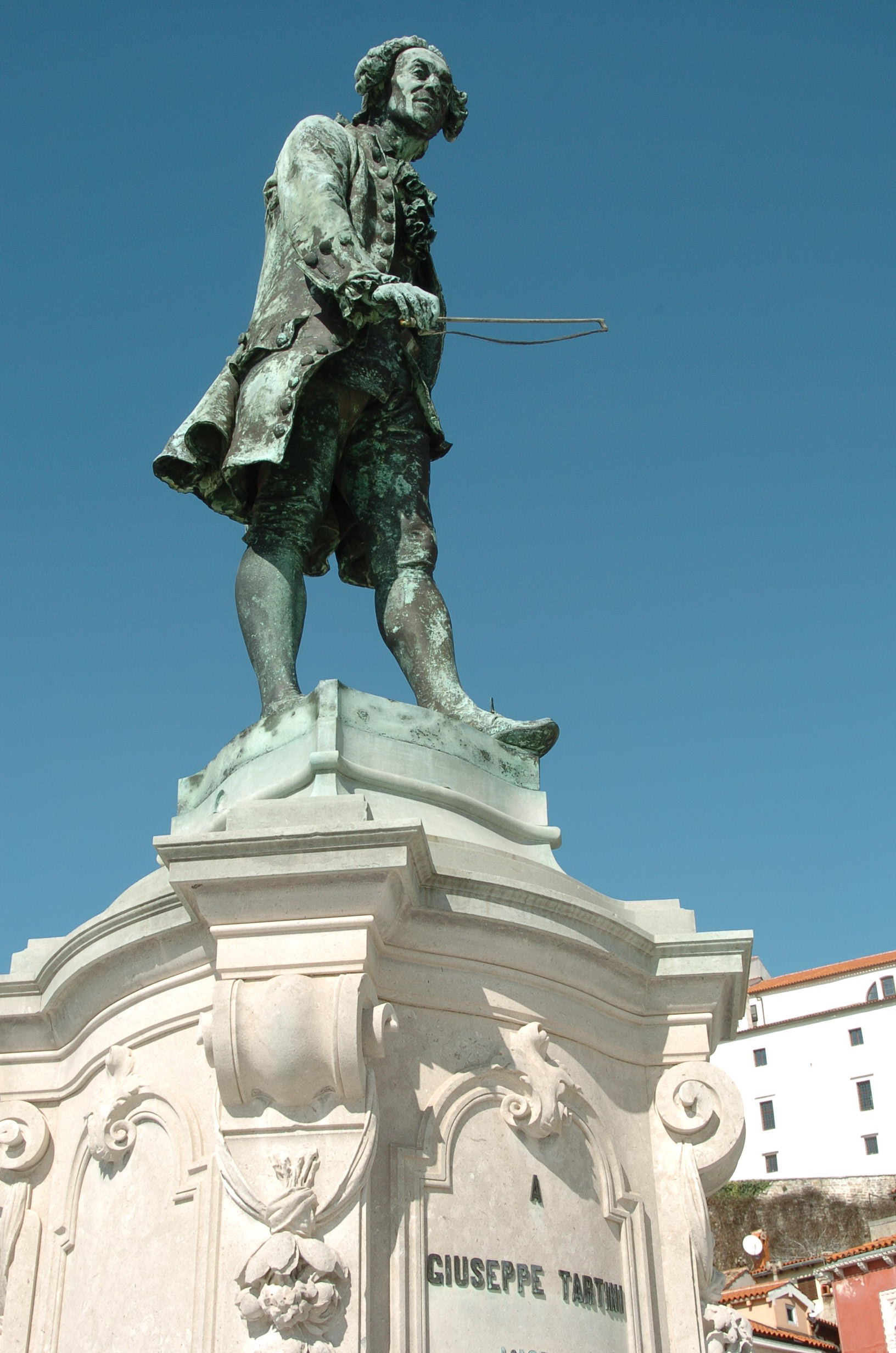
Pomnik w Piranie, rodzinnym mieście kompozytora

Giuseppe Tartini, (ur. 8 kwietnia 1692 w Piranie, zm. 26 lutego 1770 w Padwie) – włoski kompozytor późnego baroku, skrzypek, teoretyk muzyki i pedagog.

## Życiorys
Pochodził z Piranu na półwyspie Istria w Republice Weneckiej (współcześnie w Słowenii). Jego rodzicami byli florencki kupiec Giovanni Antonio Tartini i jego żona Catarina Zangrandi, pochodząca z najstarszego arystokratycznego rodu osiadłego w Piranie. Początkowo uczył się u oratorian w Piranie, a następnie w Collegio dei padri delle scuole Pie w pobliskim Capodistria (teraz Koper w Słowenii). W 1708 rozpoczął studia na wydziale prawa Uniwersytetu Padewskiego .
Po nieprzyjemnościach, które go spotkały z powodu zaślubin z Elizabettą Premazore, siostrzenicą biskupa, opuścił Padwę i zamieszkał w klasztorze franciszkanów w Asyżu, gdzie studiował grę na skrzypcach oraz podstawy kompozycji i akustyki u czeskiego kompozytora Bohuslava Matěja Černohorskiego, organisty w bazylice w Asyżu . Następnie grał w różnych orkiestrach teatralnych, również jako solista. W 1714 był członkiem orkiestry w operze w Ankonie.
W 1721, w wieku 29 lat, został kapelmistrzem i pierwszym skrzypkiem (koncertmistrzem) w bazylice św. Antoniego w Padwie. W 1723 roku został zaproszony do Pragi przez swojego długoletniego przyjaciela, wiolonczelistę Antoniego Vandiniego i towarzyszył mu w koncertach związanych z koronacją cesarza Karola VI na króla czeskiego. Tartini został w Pradze przez 3 lata, pełniąc funkcję dyrygenta w prywatnej orkiestrze hrabiego Kinsky'ego. Po czym wrócił do Padwy i ponownie objął stanowisko kapelmistrza w bazylice padewskiej, które piastował aż do śmierci .

## Szkoła Tartiniego
W 1727 lub 1728 Tartini rozpoczął działalność pedagogiczną i założył Scuola di Nazioni – szkołę, w której nauczał nie tylko techniki gry na skrzypcach, ale także kompozycji. Była to pierwsza instrumentalna szkoła o tak dużej renomie. Wykształcił wielu artystów różnej narodowości, z tego powodu otrzymał przydomek maestro delle nazioni. Wśród jego studentów, którzy zostali później uznanymi instrumentalistami i kompozytorami byli m.in. 
- Paolo Alberghi z Faenzy, studiował przed 1733,
- Domenico Dall’Oglio z Padwy, od 1735 działał w Rosji,
- Pasqualino Bini z Pesaro, uczeń Tartiniego w latach 1735–1740,
- Gugliemo Fegeri, któremu Tartini dedykował swoje sonaty wydane drukiem w Rzymie w 1745 jako opus 2.,
- Bernard Schelff z Arolsen w Niemczech, studiował w latach 1740–1741,
- André Noel Pagin, Francuz, studiował przed 1748,
- Pierre Lahoussaye,
- Joseph Touchemoulin,
- Pietro Nardini z Livorno, najbardziej oryginalny kompozytor ze wszystkich studentów,
- Johann Gottlieb Naumann z Drezna, działający później w Sztokholmie jako kapelmistrz i twórca oper.

W Scuola di Nazioni studiowały także dziewczęta z weneckich konserwatoriów, padewscy muzycy z kapeli bazyliki św. Antoniego, weneccy szlachcice i paziowie weneckich ambasadorów .
W nauce techniki skrzypcowej szkoła Tartiniego kładła ogromny nacisk na perfekcyjne smyczkowanie, co później stało się podstawą nowoczesnej gry na skrzypcach. Używano tam dłuższych smyczków, umożliwiających osiągnięcie pełnej śpiewności instrumentu. Mistrzowskie kontrolowanie pracy smyczka było esencją w realizacji innowacyjnej stylistyki w muzyce Tartiniego .
Mniejszą uwagę przykładano do nauczania kompozycji. Tartini wychodził bowiem z założenia, że jeśli formalne zasady są klarowne i łatwo przyswajalne (jak np. budowa koncertu), to język muzyczny mistrza wystarczająco wyraźnie oddziałuje na studenta, zwłaszcza w wolnych częściach utworów. Natomiast dzielił się swoją wiedzą na temat akustyki. Używał tonów kombinacyjnych jako środka sprawdzającego poprawną intonację w technice podwójnych chwytów .

## Twórczość
Należał do prekursorów klasycyzmu. W swojej twórczości odchodził od późnobarokowej maniery tzw. stile coupe na rzecz regularnej budowy periodycznej oraz prostej harmoniki i melodyki przy jednoczesnym ograniczeniu rozmiarów sonat. Dominowała technika homofoniczna, choć nie zrezygnował do końca z polifonii. Jego innowacjami w zakresie formy i techniki kompozytorskiej była rozbudowa drugiego tematu, stopniowa rezygnacja z basso continuo, zmniejszenie ilości tutti w koncertach, przejście od 4-częściowej do 3-częściowej budowy cyklu w sonatach i koncertach oraz wprowadzenie repryzy po drugim ritornelu. Rozwinął też fakturę skrzypcową.
Swoją twórczość ograniczał niemal całkowicie do dwóch gatunków instrumentalnych: koncertu skrzypcowego oraz sonaty skrzypcowej. Jedynymi wyjątkami są sonaty triowe i a quattro oraz kilka religijnych utworów wokalnych. Ponadto wszystkie jego utwory instrumentalne są przeznaczone na instrumenty smyczkowe (z wyjątkiem dwóch koncertów fletowych) .
Skomponował ponad 170 sonat na skrzypce solo lub z towarzyszeniem basso continuo, wśród których najbardziej znaną jest wirtuozowska sonata Il trillo del diavolo (Z diabelskim trylem) g-moll oraz sonata Didone abbandonata (Dydona opuszczona) g-moll. Ponadto skomponował 130 koncertów skrzypcowych, koncert wiolonczelowy, ok. 50 sonat triowych, 15 sonat a quattro i kilku symfonii na różne zespoły smyczkowe .
Tartini był także jednym z pierwszych historyków muzyki i wybitnym teoretykiem. Jest on autorem Trattato delle appoggiature (przed 1750) – pracy z zakresu praktyki wykonawczej, głównie ornamentyki XVIII w. „Jako teoretyk odkrył tony dyferencjalne (kombinacyjne), co odegrało pewną rolę w teorii harmonii. Starał się również uzasadnić akustycznie septymę naturalną oraz wyjaśnić zasady traktowania dysonansów na podstawie szeregów arytmetycznego i geometrycznego (Trattato di musica secondo la vera scienza deli'armonia, 1754)”.
Wydał ponadto Dissertazione dei principi dell’armonia musicale (Padwa, 1767) i Risposta di Giuseppe Tartini alla critica del di lui trattato di musica di Mons (Wenecja, 1767) . Był autorem także kilku prac teoretycznych wydanych drukiem współcześnie, m.in. Regole per arrivare a saper ben suonar il violino (1961), Scienza platonica pudata sul cerchio (1977) .